# Roronoa Zoro
Roronoa Zoro (ロロノア・ゾロ, Roronoa Zoro; também conhecido como Zoro o Caçador de Piratas), é um personagem fictício da série One Piece criada por Eiichiro Oda. Na história, Zoro era um caçador de piratas que por fim se torna um quando é convencido pelo protagonista Monkey D. Luffy a ser o primeiro membro de sua tripulação, os Piratas do Chapéu de Palha. Dentro do grupo, Zoro tem a função de combatente e muitas vezes assume o papel de imediato do bando. Sua maior característica é lutar usando três katanas em um estilo de esgrima que ele mesmo inventou, o santoryu (三刀流, Santōryū). Enquanto Luffy almeja ser o Rei dos Piratas, Zoro busca se tornar o maior espadachim do mundo e para isso precisa derrotar o atual detentor do título, Dracule Mihawk.
O papel de Zoro dentro da obra, bem como sua introdução, foram alterados algumas vezes ao longo do planejamento de Oda. O personagem foi introduzido mais cedo do que o imaginado inicialmente e logo se tornou um dos personagens mais populares da série, sendo sempre um dos mais populares em enquetes oficiais. Fora do mangá, ele é um dos personagens que mais recebe atenção em outras mídias por conta de sua personalidade e cenas de luta, sendo o único tripulante, fora seu capitão, a ser o foco de um dos filmes de One Piece.

## Criação e concepção
Em 1994, Eiichiro Oda publicou um one-shot chamado Monsters que narra os feitos do samurai Ryuma. Anos depois, a aparência física do samurai seria reciclada para criar Zoro e o próprio Ryuma viria a ser integrado à história de One Piece. Zoro originalmente seria um guarda-costas de Buggy o palhaço, um dos vilões iniciais de One Piece. Sua relação com a tripulação de Buggy seria quase familiar. Seu design sofreu poucas alterações significativas dessa época até o momento em que ele foi oficializado como um dos Chapéus de Palha. Em uma entrevista com Nobuhiro Watsuki, mangaká a quem Eiichiro Oda serviu como assistente, é revelado que Oda planejava que Zoro perderia o olho esquerdo mais de dez anos antes desse evento acontecer na história. Em 2021, o mistério por trás do olho esquerdo ainda não foi revelado. O sobrenome do personagem, Roronoa, é baseado na pronúncia japonesa do sobrenome de François L’Olonnais, um pirata francês que atuou no Caribe durante os anos 1660. Em relação a sua etnia, Zoro e seu maneirismo foram ditos pelo autor como sendo japonês caso One Piece se passasse no mundo real.

## Características do personagem

### Aparência
Em entrevista, Eiichiro Oda revelou que a cor primária de Zoro e todo seu material promocional é verde. No início da série Zoro quase sempre usa camisa branca, calças e sapatos pretos e uma faixa harumaki verde onde ele prende suas espadas. Em determinados arcos ele troca de camisa ou usa algo por cima da branca, como casacos e sobretudos. Ele mantém uma bandana preta amarrada em seu bícep esquerdo e só a coloca na cabeça quando vai lutar a sério. Zoro ainda usa três brincos dourados em sua orelha esquerda, referenciando seu estilo de luta. Seu torso é cheio de cicatrizes, a mais notável tendo sido feita por Mihawk e vai do seu ombro esquerdo até a parte direita da cintura. Seus calcanhares também possuem cicatrizes de quando ele tentou arrancar seus pés para escapar de uma armadilha. Após um salto de dois anos na narrativa, Zoro aparece com uma cicatriz em cima de seu olho esquerdo cuja origem ainda é desconhecida. Nesse período ele também passa a usar um sobretudo verde escuro como sua vestimenta principal. No arco de Wano, Zoro usa uma yukata branca com uma haori verde por cima.

### Personalidade
Zoro é usualmente visto como sério e distante, mas também alguém que reage de forma cômica e exagerada por conta de sua impaciência e mau-humor. Dentro de sua tripulação, Zoro é o membro que menos chora e o que mais lembra seu grupo de fatos duros e chocantes. Ele costuma ir direto ao ponto e as vezes é mal interpretado como frio. Seu companheiro que mais consegue fazê-lo rir é Luffy. A relação de Zoro com seu capitão é muito profunda, ele faz de tudo para que Luffy realize seu sonho de se tornar Rei dos Piratas mas também exige firmemente que ele aja como um bom líder. Em momentos quando Luffy está indisponível, Zoro tende a assumir o comando. Outro tripulante com quem Zoro tem uma dinâmica característica é Sanji, o cozinheiro dos Chapéus de Palha. Eles frequentemente brigam e competem por assuntos triviais ou para ver quem é o melhor lutador. Apesar de seu jeito, Zoro tem plena fé nas capacidades de seu bando.
Zoro é um personagem capaz de muita bondade e lealdade, mas também possui um grande instinto assassino. Em batalhas ele já foi comparado a fera selvagem e até mesmo demônios. Ele costuma ser brutal e rápido quando uma situação está muito complicada ou quando está sem tempo. Ele é conhecido por já ter matado seus oponentes se preciso. Zoro se orgulha de suas habilidades como espadachim e, após sua derrota para Mihawk, jurou nunca mais perder até o dia em que seja capaz de vencê-lo.
Um traço comum de Zoro é o alcoolismo. Ele é constantemente retratado carregando uma garrafa de bebida, em geral saquê. Também gosta de dormir muito quando está navegando e é muito apegado às suas espadas. Quando não está dormindo, ele está treinando para ficar mais forte. Uma piada frequente em One Piece é o péssimo senso de direção de Zoro. Ele é incapaz de se localizar sem que alguém o ajude, não sabe seguir direções e até já se perdeu andando em linha reta. Apesar de ser repreendido por isso, ele nunca admite seu problema e culpa outra pessoa por tê-lo instruído errado.

### Poderes e habilidades

Zoro utilizando suas três espadas ao mesmo tempo.

Zoro treina desde cedo para se tornar o melhor espadachim do mundo; quando criança ele já era capaz de derrotar adultos. Sua escolha de espadas é a katana, mas em certas situações ele já foi obrigado a se virar com outras armas como uma faca e uma foice. Ele mesmo inventou seu estilo de luta característico, o santoryu (三刀流, Santōryū). Aplicando o santoryu, Zoro mantém uma espada em cada mão e a terceira ele segura com a boca. O estilo santoryu é capaz de atacar o mesmo oponente várias vezes ou golpear mais de um oponente ao mesmo tempo. Além de cortes e estocadas, Zoro consegue disparar ataques de ar comprimido. Sua técnica característica com as três espadas é o Oni Giri (鬼斬り) onde ele mantém as espadas inicialmente juntas para depois cortar o torso do inimigo. Se necessário ele também luta usando o estilo de duas espadas, nitoryu (二刀流, Nitōryū), ou o estilo de uma espada, ittoryu (一刀流, Ittōryū). Um dos golpes mais fortes de Zoro, o Shishi Sonson (獅子歌歌), inclusive é feito utilizando ittoryu; ele guarda a espada na bainha e a desembainha em um único e rápido corte. Zoro também é capaz de entrar em um estado chamado Asura onde sua energia cria duas projeções extras de seu corpo da cintura para cima. Contendo três cabeças e seis braços, Zoro então consegue desferir ataques com kyutoryu (九刀流, kyutōryū), o estilo das nove espadas. Um outro estilo que Zoro conhece é o kitsunebi-ryu (狐火流, Kitsunebi-ryū; lit. estilo da raposa de fogo) que ele copiou de Kin'emon. Ele permite que Zoro produza e corte através de chamas.
Ao longo da trama, as katanas que Zoro empunha foram trocadas de arco em arco. Ele é introduzido com duas espadas comuns enquanto sua terceira se chama Wado Ichimonji, uma das muitas espadas de alta qualidade conhecidas como Meitos. Ele herdou a Wado Ichimonji de sua amiga de infância, Kuina. Em uma loja na cidade de Logue Town ele adquire a Yubashiri e a amaldiçoada Sandai Kitetsu, dita popularmente como uma espada que trás azar. Yubashiri é eventualmente destruída e Zoro a substitui pela Shusui que ele conquista de Ryuma ao derrotá-lo. Shusui é uma lâmina extremamente poderosa por ter evoluído para uma lâmina negra. Zoro é obrigado a abrir mão dela em determinado ponto da história mas recebe a espada Enma em seu lugar. Enma é uma espada perigosa por puxar a energia de quem a utiliza caso ele não consiga controlar seu poder.
Além de suas habilidades como espadachim, Zoro é capaz de manifestar a energia espiritual Haki em suas três formas. A que ele mais utiliza é o Haki de Armamento (武装色の覇気, Busōshoku no Haki) que cria um endurecimento com coloração negra por cima do usuário. Zoro consegue utilizar seu Haki de Armamento para cobrir suas espadas e assim aumentar a força delas. Já com o Haki de Observação (見聞色の覇気, Kenbunshoku no Haki) ele é capaz de sentir a presença de outros seres vivos ao seu redor. Por fim, ele ainda emana o Haki do Conquistador (覇王色の覇気, Haōshoku no Haki), a forma mais rara de Haki com que só alguns poucos indivíduos nascem. O Haki do Conquistador emiti a força de vontade de quem o usa provocando desmaios naqueles de mente fraca. Zoro foi informado de que o possui mas ainda não consegue controlá-lo.

## História
A primeira parte de One Piece se passa na metade dos mares da Grand Line chamada Paraíso por serem muito mais tranquilos e com mais influência da marinha. Já a segunda parte ocorre no chamado Novo Mundo onde vivem os piratas mais fortes de todos.

### Paraíso
Nenhuma informação é sabida sobre o nascimento de Zoro. Quando criança ele treinou o manejo de espadas no Dojo Isshin com o mestre Koushirou e sua filha Kuina. Juntos, Zoro e Kuina disputavam o sonho de ser o maior espadachim do mundo. Apesar de conseguir vencer qualquer outro que o desafiasse, Zoro nunca conseguiu vencê-la. A jovem Kuina veio a falecer em um acidente que deixou Zoro em prantos. Ele decide que nunca desistirá do sonho deles. Conforme crescia e se aventurava pelo mar East Blue, Zoro se tornou um caçador de recompensar para ter dinheiro. Ele conquista uma certa fama e até é chamado para participar da organização criminal Baroque Works, mas ele recusa. Durante sua jornada ele descobre que o atual detentor do título de maior espadachim é um Shichibukai, um pirata afiliado ao Governo Mundial, chamado Dracule Mihawk e começa a procurá-lo.
Zoro é introduzido em One Piece amarrado a um pilar de madeira em uma base da marinha após ter arrumado confusão com Helmeppo, o filho de um capitão naval que estava aterrorizando uma cidade. Ele concorda em ficar amarrado por um mês para conseguir anistia, mas Helmeppo planejava matá-lo antes que ele conseguisse. Por conta de sua fama, o protagonista Monkey D. Luffy aparece para convidá-lo a se juntar à sua tripulação pirata. Inicialmente contra, Zoro por fim aceita ao saber dos sonhos de Luffy e vê-lo em combate. Enquanto viajam pelo East Blue recrutando mais tripulantes e arranjando um navio, Zoro defende Luffy e seus futuros companheiros de vários piratas inimigos. Ele se encontra com Dracule Mihawk no restaurante Baratie e o desafia para um duelo. Ele sofre uma derrota vergonhosa mas Mihawk poupa sua vida por conta de sua grande determinação. Depois desse encontro, Zoro jura a Luffy que nunca mais será derrotado de novo. Antes que os Piratas do Chapéu de Palha adentrassem na rota marítima Grand Line, Zoro cria uma inimizade com a marinheira Tashigi.
Dentro da Grand Line, o bando de Luffy conhece a princesa Nefertari Vivi cujo reino de Alabasta estava sofrendo um golpe de estado organizado pelo Shichibukai Crocodile, líder da Baroque Works. Após a decisão do bando em ajudá-la, Zoro colide contra inúmeros agentes da organização. Sua luta mais significativa foi contra Daz Bonez, o oficial logo abaixo de Crocodile. A luta entre os dois acaba com a vitória de Zoro e seu novo entendimento de como cortar o aço. Quando a antiga vilã Nico Robin se junta à tripulação, Zoro é o mais cético e relutante em aceitá-la. Na ilha dos céus, Skypiea, Zoro ajuda Luffy a resolver um conflito territorial entre os povos locais ao desafiar o autointitulado deus Enel e seus lacaios. O navio do bando eventualmente fica danificado além de reparos e o grupo para na cidade dos carpinteiros Water 7 para comprar um novo. Usopp desafia Luffy pela posse do antigo navio, o Going Merry, e brevemente sai da tripulação. Nesse momento de tensão, Zoro exige que Luffy seja um capitão firme. Robin também deixa o bando para mantê-los a salvo da marinha e se entrega para ser executada na central judiciária do governo, Enies Lobby. Os Chapéus de Palha a perseguem e a libertam ao derrotar os assassinos secretos do governo, os CP9. Nesse confronto Zoro enfrenta o espadachim Kaku e pela primeira vez desperta sua forma de Asura. Conforme eles deixam Water 7, Zoro sorri quando Usopp se desculpa com Luffy.
Rumo ao arquipélago Sabaody, os Chapéus de Palha acabam parando no gigantesco navio Thriller Bark do Shichibukai Gecko Moria e seu exército zumbi. Zoro acaba se envolvendo com Ryuma, um lendário samurai da terra de Wano. Ao derrotar Ryuma e libertá-lo do controle de Moria, Zoro recebe sua espada Shusui. Ele depois enfrenta o próprio Moria ao lado de seus companheiros. Contudo, antes que saíssem de Thriller Bark eles são atacados pelo Shichibukai Bartholomew Kuma que veio caçar Luffy. Conforme a luta se segue e Zoro permanece o único de seu bando em pé, ele se oferece no lugar de seu capitão. Kuma transfere toda a dor que Luffy sentira de sua luta contra Moria para Zoro para medir seu valor e por fim vai embora quando Zoro aguenta o desafio. Em Sabaody, contudo, Kuma aparece outra vez e separa os Chapéus de Palha em diferentes partes do mundo. Zoro cai na ilha de Mihawk onde permanece por dias sem conseguir sair. Nesse tempo, Luffy falha em salvar seu irmão Ace de ser executado pela marinha. Ele envia uma mensagem para toda sua tripulação ordenando que se reunissem em Sabaody após ficarem mais fortes pelos próximos dois anos. Zoro então deixa seu orgulho de lado e pede a Mihawk que o treine.

### Novo Mundo
Após dois anos sobe a tutela de Mihawk, Zoro se reune com seus companheiros em Sabaody e eles partem para a submarina Ilha dos Homens-Peixe onde conhecem Jinbe, um aliado de Luffy, e o ajudam a resolver um conflito racial que acontecia por lá. Eles seguem jornada e chegam a ilha Punk Hazard onde se tornam vítimas dos experimentos do cientista Caesar Clown. Zoro demonstra suas novas habilidades cortando o pescoço de um dragão criado por Caesar e derrotando sua parceira, a harpia Monet. O grupo parte rumo ao reino de Dressrosa para derrubar Donquixote Doflamingo, um Shichibukai que serve Kaido, um dos quatro imperadores do mar. Eles são separados após uma grande investida inimiga, Zoro sendo um dos que permanecem em Dressrosa. Conforme as batalhas contra a família Donquixote começam, Zoro enfrenta e vence Pica, um inimigo do tamanho de uma montanha. Ele depois ajuda a segurar a gaiola que Doflamingo jogou sobre o reino para destruí-lo. A tripulação se reune em Zou mas é revelado que Sanji foi sequestrado pela imperadora Big Mom. Luffy pega metade do bando para resgatá-lo e ordena que Zoro guie a outra metade até o país de Wano onde eles enfrentariam Kaido. 
Em Wano, Zoro adota o nome de Zorojuro para se disfarçar. Ele é subitamente acusado de assassinatos noturnos e tem sua Shusui confiscada, mas mata seu acusador e começa a procurar por sua espada perdida. Zoro reencontra sua tripulação conforme todos chegam em Wano mas continua a busca por Shusui. No caminho ele se torna amigo de Tonoyasu que logo é morto pelo shogun Orochi, aumentando a vontade de Zoro de libertar o país. Ele depois salva Toko, a filha de Tonoyasu, e Hiyori, filha do antigo herdeiro ao trono de Wano, quando as duas eram caçadas pelo retalhador Kamazo. Hiyori entrega Enma, uma espada que pertenceu ao seu pai, a Zoro como compensação para que Shusui, que era tesouro nacional, ficasse em sua terra natal. As forças aliadas de Luffy se juntam e atacam os inimigos em sua base durante uma noite de festival, com Zoro sendo um dos lutadores a encarar diretamente Kaido e Big Mom.

## Aparições em outras mídias
Tendo sido o primeiro tripulante a ser introduzido na história, Zoro vem aparecendo na maioria dos produtos de One Piece em outras mídias de entretenimento, tais como jogos, filmes e OVAs. Ele inclusive é o protagonista do quinto filme da franquia, The Cursed Holy Sword. O longa metragem envolve Zoro deixando a tripulação para ajudar seu amigo de infância Saga que está sendo controlado por uma espada amaldiçoada. Zoro o derrota no final do filme, livrando Saga da influência maligna. Ele também é destaque em shows com outras séries. No curta Kyutai Panic Adventure! (球体パニックアドベンチャー!, Kyutai Panikku Adobencha!), Zoro e os Chapéus de Palha enfrentam os Piratas de Arlong enquanto Luffy e o Astro Boy ajudam Goku a lutar contra Freeza. Ele retorna na sequência Kyutai Panic Adventure Returns! (球体パニックアドベンチャーリターンズ!!!, Kyutai Panikku Adobencha Ritanzu!!!) onde Enel ataca a sede da Fuji TV. Quando a seção esférica do prédio cai, Zoro aparece para segurá-la junto de Sanji e Robin. Zoro aparece na série em live action de One Piece produzida pela Netflix, interpretado pelo ator Mackenyu. Em um tweet, a empresa manifestou que a nacionalidade de Zoro será japonesa como planejada por Oda.
Além de estar presente nos jogos de videogame de One Piece, a figura de Zoro também é utilizada para promovê-los. Foi o caso, por exemplo, com One Piece: Unlimited Adventure para o Wii onde figuras de ação de Zoro e outros personagens foram lançadas como parte da campanha de marketing. Fora dos jogos de sua própria franquia, Zoro aparece como jogável em títulos criados com personagens da revista Shōnen Jump, começando em 2005 com o Nintendo DS no jogo Jump Super Stars e depois em sua sequência Jump Ultimate Stars. Também se tornou jogável em Jump Force em 2019, bem como em Battle Stadium D.O.N que é focado em Dragon Ball, One Piece e Naruto. Ele é um personagem secreto no jogo exclusivamente japonês Vattroler X.
Em 2019, Zoro ganhou um one-shot chamado Encalhado no Mar escrito por Riichiro Inagaki e desenhado por Boichi, a dupla responsável pelo mangá Dr. Stone. Esse one-shot reconta a luta de Zoro contra Mihawk. O crossover Cross Epoch reune o elenco principal de One Piece com o de Dragon Ball mostrando seus personagens em uma jornada para chegar a festa do chá de Shenlong. Zoro é parceiro de Piccolo, que aqui também é um espadachim, e ambos de perdem no caminho para a festa até encontrarem Chopper e Kuririn. No especial de TV Dream 9 que junta One Piece, Dragon Ball e Toriko, Zoro participa de uma corrida com o elenco das outras obras e eventualmente luta contra Vegeta e Zebra.
Zoro é mencionado em músicas tanto licenciadas de One Piece quanto por cantores. Em "Spirit of Zoro" o personagem canta sobre como ele se sente durante uma batalha. Já a canção "A Thousand Dreamers" mostra os Chapéus de Palha cantando enquanto viajam pelo Thousand Sunny após dois anos separados. A tripulação ainda é destaque na música "A-ra-shi: Reborn" da boy band japonesa Arashi. No clipe oficial, a banda e os Chapéus de Palha se aventuram juntos e depois se apresentam em um palco. O clipe da música "He Did It" do rapper Lil Uzi Vert contém várias cenas retiradas de animes, incluindo momentos da luta entre Zoro e Ryuma.

## Recepção

### Popularidade
Zoro é um personagem extremamente popular dentro de sua própria obra. Em cinco das seis votações oficiais feitas com o público japonês, ele esteve em segundo lugar perdendo somente para Luffy. Na quinta votação ele caiu para terceiro lugar, com Trafalgar Law assumindo o segundo. Na pesquisa aberta para fãs de todo o mundo, ele também esteve em segunda colocação no ranking geral. Foi o personagem com o maior números de votos nos rankings do Oriente Médio e da África. Em uma pesquisa da Oricon, Zoro foi eleito o segundo melhor coadjuvante em anime e mangá. Em um programa de TV japonês, durante 2017, foi feita uma votação com telespectadores de temática "heróis mais fortes em anime". Zoro foi votado o décimo quarto do Período Heisei. O portal brasileiro Fatos Desconhecidos colocou Zoro em primeiro lugar na sua lista de 7 melhores e mais habilidosos espadachins dos anime, dizendo que "Zoro tem uma personalidade bem fechada, mas sempre ajuda seus amigos quando precisa". Já o site de notícias de quadrinhos Comic Book Resources nomeou Zoro como o terceiro espadachim mais icônico em animes. Por sua vez, o WatchMojo.com classificou Zoro vs Ryuma como a quinta melhor luta de espadas em anime.

### Impacto cultural
No episódio Treehouse of Horror XXV de Os Simpsons, a titular família aparece com roupas de personagens de anime. Nessa cena Homer Simpson está vestido como Zoro e empunha três katanas. No primeiro episódio do show japonês One Piece Variety: I Will be the Pirate King TV exibido pela Fuji TV, o apresentador Ryuichi Hamaya apareceu vestido de Zoro. No quinto episódio do anime de Tower of God é possível ver um lutador vestido como Zoro.
Zoro ao lado de seus companheiros era destaque de atrações do parque temático Tokyo One Piece Tower até o seu fechamento em 2020 devido à pandemia de COVID-19. O também já fechado parque da Shōnen Jump, J-WORLD Tokyo, possuia brinquedos e passeios contendo a imagem de Zoro. O Universal Studios Japan realiza anualmente, desde 2010, o espetáculo One Piece Premier Show com diversos segmentos onde Zoro já apareceu. Uma parceria entre One Piece e o grupo de artistas programadores TeamLab resultou na criação de uma exposição interativa de arte digital chamada Digital Art Island Adventure, sediada em Tóquio. Nessa exposição os visitantes acompanham a batalha de Luffy, Zoro e os Chapéus de Palha contra um personagem original, o Doutor Bolam. Zoro ainda foi interpretado pelo ator Minosuke Bando na peça de teatro kabuki "Super Kabuki II: One Piece" lançada em 2015. Ele aparece no segmento de Sabaody. Uma versão estudantil de Zoro aparece nos comerciais da campanha "Hungry Days" feita pela Nissin para promover seu macarrão instantâneo. Zoro tem um comercial próprio onde ele perde para Mihawk em uma partida de kendo na escola.
Ele ainda é colocado em diversas batalhas imaginárias contra personagens de outras franquias famosas. O grupo de entretenimento online Rooster Teeth, em seu show Death Battle, colocou Zoro em uma luta até a morte contra Erza Scarlet, do mangá Fairy Tail, onde Zoro foi vitorioso. A mesma empresa também apresentou Zoro enfrentando Kenshin Himura de Rurouni Kenshin no quadro DBX onde Zoro saiu vencedor mais uma vez.